# أنيته شافان
أنيته شافان (بالألمانية: Annette Schavan) (ولدت في 10 يونيو 1955 في يوخن) هي سياسية ألمانية تنتمي لحزب الاتحاد المسيحي الديمقراطي (بالإنجليزية: CDU).
درست علوم التربية والفلسفة واللاهوت المسيحي في جامعتي بون ودوسلدورف. وحصلت على درجة الدكتوراه عام 1980.
عينت من عام 1995 حتى 2005 وزيرة للثقافة والشباب والرياضة في ولاية بادن فورتمبرج. وفي عام 2005 وزيرة للتعليم والبحث العلمي ضمن حكومة المستشارة أنغيلا ميركل.
وفي فترة وزارتها في ولاية بادن فورتمبرج أدخلت إصلاحات في النظام التعليمي وفي دراسة اللغات الأجنبية في المدارس الأساسية.
وترأس منذ الأول من يناير 2012 المؤتمر العلمي العام.

## السرقة الأدبية في رسالة الدكتوراه
اتهمت في مايو 2012 بسرقة وانتحال أجزاء من رسالة الدكتوراه التي كانت حصلت عليها عام 1980. وقد نفت ذلك بشكل قاطع. وقالت: «لم أحاول الغش في أي وقت خلال إعداد رسالة الدكتوراه». وقال إرنست ديتر عضو الحزب الاشتراكي الديمقراطي المعارض أن الوزيرة لا بد أن تستقيل من منصبها في حالة فقدانها درجة الدكتوراه لأنها بذلك تكون قد فقدت مصداقيتها. وقالت المستشارة أنجيلا ميركل أنها تتمتع بثقتها الكاملة. قررت لجنة جامعية في جامعة دوسلدورف في 5 فبراير 2013 سحب شهادة الدوكتوراه من المذكورة بعد «التأكد من نسخها أجزاء من الأطروحة دون سند صحيح للنصوص»، وجرى التصويت التصويت على سحب الدرجة العلمية، حيث أيد القرار 12 عضوًا، وعارض اثنان، وامتنع واحد. فقدمت أنيتا استقالتها في 8 فبراير، وقالت المستشارة أنجيلا ميركل أنها قبلت الاستقالة «بقلب حزين». فيما أعلنت شافان أن ستطعن في قرار الجامعة بتجريدها من درجتها العلمية.
حصلت على عدة ألقاب دكتوراه فخرية من عدة جامعات منها جامعة القاهرة المصرية والجامعة العبرية في القدس المحتلة.

## روابط خارجية
- أنيته شافان على موقع مونزينجر (الألمانية)